# Jo Prestia
Joseph Prestia, detto Jo e talvolta anche Joe (Porto Empedocle, 5 giugno 1960), è un kickboxer e attore italiano naturalizzato francese.

## Biografia
Di origini siciliane ma vissuto in Francia sin dall'età di 10 anni, è famoso in Italia soprattutto per aver interpretato il ruolo del Tenia in Irréversible di Gaspar Noé (2002) e quello di José nel film horror diretto da Yannick Dahan e Benjamin Rocher The Horde del 2009.

## Filmografia

### Cinema
- Rai, regia di Thomas Gilou (1995)
- Salut cousin!, regia di Merzak Allouache (1996)
- Cantique de la racaille, regia di Vincent Ravalec (1998)
- Louise (take 2), regia di Siegfried Debrebant (1998)
- La vita sognata degli angeli, regia di Érick Zonca (1998)
- Chili con carne, regia di Thomas Gilou (1999)
- Le petit voleur, regia di Érick Zonca (1999)
- Furore cieco, regia di Éric Rochant (2000)
- Yamakasi - I nuovi samurai, regia di Ariel Zeitoun (2001)
- Grégoire Moulin contre l'humanité, regia di Artus de Penguern (2001)
- Love Bites - Il morso dell'alba, regia di Antoine de Caunes (2001)
- Ligne 208, regia di Bernard Dumont (2001)
- Les Déclassés, regia di Tony Baillargeat (2001)
- Requiem, regia di Hervé Renoh (2002)
- Irréversible, regia di Gaspar Noé (2002)
- Femme fatale, regia di Brian De Palma (2002)
- Lovely Rita, sainte patronne des cas désespérés, regia di Stéphane Clavier (2003)
- Livraison à domicile, regia di Bruno Delahaye (2003)
- Fureur, regia di Karim Dridi (2003)
- Calvaire, regia di Fabrice Du Welz (2004)
- Agents secrets, regia di Frédéric Schoendoerffer (2004)
- Grande école, regia di Robert Salis (2004)
- I fiumi di porpora 2 - Gli angeli dell'Apocalisse, regia di Olivier Dahan (2004)
- 36 Quai des Orfèvres, regia di Olivier Marchal (2004)
- Ze Film, regia di Guy Jacques (2005)
- Ennemis publics, regia di Karim Abbou (2005)
- Incontrôlable, regia di Raffy Shart (2005)
- J'ai vu tuer Ben Barka, regia di Serge Le Péron (2005)
- 13 Tzameti, regia di Géla Babluani (2005)
- Madame Irma, regia di Didier Bourdon e Yves Fajnberg (2006)
- Vent mauvais, regia di Stéphane Allagnon (2007)
- Par suite d'un arrêt de travail..., regia di Frédéric Andréi (2008)
- La fille de Monaco, regia di Anne Fontaine (2008)
- The Horde, regia di Yannick Dahan e Benjamin Rocher (2009)
- Paris Express, regia di Hervé Renoh (2010)
- Le Baltringue, regia di Cyril Sebas (2010)
- Le Mac, regia di Pascal Bourdiaux (2010)
- La blonde aux seins nus, regia di Manuel Pradal (2010)
- L'Étranger, regia di Franck Llopis (2010)
- Cosimo e Nicole, regia di Francesco Amato (2012)
- En pays cannibale, regia di Alexandre Villeret (2012)
- Colt 45, regia di Fabrice Du Welz e Frédéric Forestier (2014)
- Super Z, regia di Julien de Volte e Arnaud Tabarly (2014)
- Alibi.com, regia di Philippe Lacheau (2017)
- Voyoucratie, regia di Fabrice Garçon e Kévin Ossona (2018)
- Hier, regia di Bálint Kenyeres (2018)
- Quand on crie au loup, regia di Marilou Berry (2019)
- Vagabondes, regia di Philippe Dajoux (2020)
- Due agenti molto speciali 2, regia di Louis Leterrier (2022)
- Du crépitement sous les néons, regia di Fabrice Garçon e Kévin Ossona (2022)

### Televisione
- Fratelli, regia di Olivier Dahan (1994)
- Il commissario Moulin - serie TV, 6 episodi (1996)
- Les Duettistes - serie TV, 1 episodio (1999)
- Quai nº 1 - serie TV, 1 episodio (2003)
- Commissario Navarro - serie TV, 1 episodio (2003)
- A cran, deux ans après, regia di Alain Tasma (2004)
- Léa Parker - serie TV 1 episodio (2005)
- Joseph, regia di Marc Angelo (2005)
- Central Nuit - serie TV, 1 episodio (2006)
- SOS 18 - serie TV, 1 episodio (2006)
- Greco - serie TV (2007)
- Avocats et Associés - serie TV, 1 episodio (2008)
- R.I.S. Police scientifique - serie TV, 1 episodio (2008)
- Pas de secrets entre nous - serie TV, 2 episodi (2008)
- Claire Brunetti - serie TV, 1 episodio (2009)
- Flics - serie TV (2011)
- Svaniti nel nulla (Disparu à jamais) - miniserie televisiva, episodio 3 (2021)

### Teatro
- Caligola di Albert Camus, regia di Charles Berling (2006)

### Cortometraggi
- Faux-frères, regia di Vincent Martorana (2008)
- Souvenirs de vacances, regia di Olivier Strecker (2012)
- FlashBack, regia di Simone Cusumano (2014)

### Videoclip
- Qui Suis-je? - Videoclip di Kool Shen (2004)
- Et c'est parti - Videoclip di Nâdiya (2004)
- S'il ne me restait - Videoclip di El Matador (2007)
- Shoota Babylone 2 - Videoclip di Rockin' Squat (2010)
- Incompris - Videoclip degli S-Crew, regia di Gonzak & Khasanov (2012)
- Vautour - Videoclip dei Swift Guad, regia di Spankidz & Filmexper (2013)

## Doppiatori italiani
Nelle versioni in italiano delle opere in cui ha recitato, Jo Prestia è stato doppiato da:
- Paolo Marchese in Irreversible
- Simone Mori ne I fiumi di Porpora 2 - Gli angeli dell'Apocalisse
- Franco Zucca in The Horde
- Luca Graziani in Svaniti nel nulla